# ASV Wuppertal
Der Allgemeine Sportverein Wuppertal, kurz ASV Wuppertal, ist ein Sportverein aus Wuppertal. Die erste Fußballmannschaft spielte drei Jahre in der damals drittklassigen Oberliga Nordrhein.

## Geschichte
Der ASV Wuppertal entstand am 11. Juni 1970 durch die Fusion der Vereine VfB Wuppertal, Eintracht Wuppertal, SSVg Barmen und Viktoria Wuppertal. Der VfB Wuppertal wurde im Jahre 1959 als Werksverein der Vorwerk-Werke gegründet. Eintracht Wuppertal wiederum entstand am 2. Juli 1965 durch die Fusion des FC Schellenbeck, dem TSV Barmen und Schwarz-Weiß Wuppertal. Noch im Jahre 1970 spaltete sich ein neu gegründeter Verein Schwarz-Weiß Wuppertal vom ASV ab. Der Verein bietet die Sportarten Basketball, Boule, Boxen, Fußball, Handball, Judo, Leichtathletik, Schwimmen, Tanzen, Tischtennis, Turnen und Volleyball an.

## Vorstand
Am 25. Juni 1970 wurde Kurt Scheffel zum ersten Vorsitzenden des neu gegründeten Vereins gewählt. Ihm folgten Eberhard Riemke, Walter Mühlhausen, Harald Nowoczin, Michael Lutz und Renate Reinartz. Letztere war die erste Frau, die dieses Amt beim ASV Wuppertal innehatte.
Der Verein wird derzeit von einem Teamvorstand geleitet, der im Rahmen einer außerordentlichen Mitgliederversammlung am 28. August 2024 gewählt wurde. Im Zuge derselben Versammlung wurde auch eine neue Satzung verabschiedet. Der aktuelle Vorstand besteht aus drei gleichberechtigten Mitgliedern – Birgit Emde, Christian Rösner und Andre Vogel – sowie zwei Beisitzenden, Björn Emde und Katrin Prehn.

## Abteilungen

### Fußball
Erfolgreichster Stammverein im Fußball war Schwarz-Weiß Wuppertal, die dreimal die Endrunde um die Westdeutsche Meisterschaft erreichten und in der Saison 1933/34 in der Gauliga Niederrhein spielten. Der SSVg Barmen gehörte in den frühen 1930er Jahren zu den führenden Vereinen der Berg-Mark-Region und spielte nach dem Zweiten Weltkrieg zwei Jahre in der höchsten Amateurliga des Niederrheins. Viktoria Wuppertal qualifizierte sich 1966 für die Deutsche Amateurmeisterschaft.
Bedingt durch den Abstieg der Viktoria aus der Verbandsliga Niederrhein startete der ASV 1970 in der Landesliga. Drei Jahre später sicherte sich die Mannschaft nur durch das bessere Torverhältnis gegenüber den Amateuren von Rot-Weiss Essen den Klassenerhalt. Unter der Leitung des ehemaligen Amateurnationalspielers Karl Hoffmann blieb der ASV in der Saison 1976/77 30 Spiele lang unbesiegt und stieg in die Verbandsliga auf.
Dort qualifizierte sich die Mannschaft als Sechster für die neu geschaffene Oberliga Nordrhein, wo in der ersten Saison Platz zwölf erreicht wurde. Ein Jahr später konnte die Klasse nur aufgrund der um zwei Tore besseren Tordifferenz gegenüber dem VfB 06/08 Remscheid gehalten werden. Der Abstieg erfolge schließlich 1981 mit viel Pech. Da drei nordrheinische Vereine aus der 2. Bundesliga abstiegen, mussten vier Mannschaften in der Oberliga runter. Der ASV stieg wegen der schlechteren Tordifferenz gegenüber dem SV Baesweiler 09 ab.
Ein Jahr später wurden die Wuppertaler in die Landesliga durchgereicht. Nach zwei Vizemeisterschaften in den Jahren 1988 und 1990 erfolgte 1992 der Abstieg in die Bezirksliga. Es folgte der direkte Wiederaufstieg durch eine Entscheidung am Grünen Tisch. Seitdem pendelt der ASV zwischen Landes- und Bezirksliga. Nach dem Aufstieg im Jahre 2012 spielte die Mannschaft nochmals eine Saison in der Landesliga. Der ASV Wuppertal brachte mit Holger Fach einen deutschen Nationalspieler hervor. Volker Diergardt und Karsten Hutwelker wurden zu Bundesligaspielern.

### Handball
Die Handballerinnen des ASV spielten in der Saison 1999/2000 in der drittklassigen Regionalliga West. Mit nur einem Punkt stieg die Mannschaft ab und spielt seitdem nur noch in unterklassigen Ligen.

### Boxen
Der Boxsport in Wuppertal kann auf eine lange Tradition zurückblicken. Vor dem Krieg, aber noch bis Ende der 1950er Jahre, gab es mehrere Boxvereine im „Tal“, unter anderem den EBC, Union, Victoria, SSVg Barmen und Heros Barmen, den späteren VFB Wuppertal.
Werner Spannagel, der mehrfache Deutsche Meister in den Jahren 1932, 1933 und 1934; oder Herbert Runge, Olympiasieger 1936, aber auch Iko Herchenbach, Päule Witte, August Schwabeland, Kalla Schmidt, Arthur Kettenbach, Jupp Rose, Hans Bornscheuer und viele mehr, machten Wuppertal als Boxhochburg bekannt.
Auch in den 1950er Jahren waren alle oben genannten Vereine noch aktiv. Von den vielen herausragenden Boxern dieser Zeit sind bewusst zwei hervorzuheben, die den beiden später verbleibenden „aktiven“ Vereinen angehörten; Peter Augst vom VFB Wuppertal und Alfred Engel von der SSVg Barmen. Peter Augst, der Deutsche Juniorenmeister, und Alfred Engel, der über 200 Kämpfe bestritt, waren später äußerst erfolgreich beim ASV Wuppertal als Trainer tätig.
In den 1960er Jahren ließ das Interesse am Boxsport, sowohl bei den Aktiven als auch den Zuschauern, stark nach. Sowohl der VFB als auch die SSVg bekamen nur noch mit Mühe eine komplette Staffel zusammen. Allerdings hatte der VFB mit „Kaka“ Schoth Ende der 60er den Deutschen Jugend- und Juniorenmeister in seinen Reihen. Als sich 1970 mehrere Vereine zum Großverein ASV Wuppertal zusammenschlossen, waren auch beide Vereine und somit ihre Boxabteilungen dabei. Durch den Zusammenschluss konnte für einige Jahre noch mal eine Staffel gestellt werden. Doch Mitte der 1970er Jahre machten die ASV-Boxer nur noch durch Einzelerfolge auf sich aufmerksam, diese konnten sich allerdings sehen lassen. 1973 wurde Reinhold Lehnardt Deutscher Juniorenmeister, 1975 erkämpfte sich Peter Hahn den gleichen Titel bei der Jugend. Ihnen folgte Stefan Macht, der 1981 bei der Jugend und 1983 bei den Junioren den Titel holte. Andreas Sikura schaffte den Deutschen Meister 1990 bei der Jugend. Danach wurde es sehr ruhig um die Boxabteilung. Anke Vosskühler als Abteilungsleiterin, Reinhold Hemmerling, Gerry Schwarzkopf und wenige andere hielten den Sportbetrieb zwar aufrecht, aber die letzte Veranstaltung wurde 1992 durchgeführt.
Der Neuanfang wurde 1995 mit dem sehr aktiven und mit guten Ideen bestückten Abteilungsleiter Manfred Branca vollzogen, mit dem Ziel wieder mehr aktive Boxer zu haben und Boxveranstaltungen durchzuführen. Im Oktober 1996 war es dann soweit; in die Trainingshalle auf dem Sedansberg zwängten sich über 300 Zuschauer und waren begeistert von dem Sichtungsturnier, zu dem die ASV-Boxer eingeladen hatten. Das gab Mut und so folgten regelmäßige Veranstaltungen, überwiegend in der Bromberger Halle, um dem großen Zuschauerzuspruch gerecht zu werden.
Heute ist die ASV-Boxabteilung, rund um den Abteilungsleiter Andre Vogel und Kassenwart Martin Ohm, gut strukturiert und organisiert.
Die vier Trainer/Übungsleiter Kevin Günther, Dominik Geenen, Salvatore Gualtieri und Anestis Soumelidis kümmern sich an 5 Tagen in der Woche in der „alten“  neu renovierten Halle auf dem Sedansberg um die Leistungsboxer und Anfänger, wo einst schon Wilfried Sauerland, Profibox-Promoter den Boxsport bei „Blau-Gelb“ SSVg Barmen erlernte.
Ebenfalls erlernten auch die ehm. DBV-Kader Boxer Damian Malecki und Vincenzo Gualtieri, sowie die mehrfache Deutsche Meisterin Pinar Touba (geb. Yilmaz), den Boxsport auf dem Sedansberg. Pinar Touba wurde 2005 und 2006 Deutsche Juniorenmeisterin und anschließend Deutsche Meisterin der Elite im Jahre 2007, 2010, 2011, 2013 und 2015 im Fliegengewicht.
Vincenzo Gualtieri „Il Capo“ ist inzwischen erfolgreicher Profiboxer und wurde 2023 IBF-Weltmeister im Mittelgewicht.

### Tanzen
Im Juni 2013 wurde die Jazz- und Modern-Dance-Formation Arabesque des ASV erstmals deutscher Meister und setzte sich gegen den jahrelang ungeschlagenen Serienmeister Autres Choses aus Saarlouis durch. Diesen Erfolg konnte die Formation 2019 wiederholen. Auch in den vorigen Jahren gehörte die Formation regelmäßig zu den deutschen Spitzenteams. Im Dezember 2013 gewann die Tanzformation zudem die Weltmeisterschaft in der Small Group und der Formation im Ballett.

### Tischtennis
Die Geschichte der Tischtennisabteilung ist vor allem mit zwei Namen verbunden: Walter Mühlhausen und Peter Hübner. Mühlhausen, Träger verschiedener Auszeichnungen, brachte es im Versehrtensport zu Erfolgen und leitete Verein und Abteilung bis zu überdurchschnittlicher Mitgliederstärke. Hübner, großgeworden beim Vorgängerverein SSVg Barmen, gewann bei deutschen Seniorenmeisterschaften insgesamt 14 Titel. Die Damen des ASV, vertreten unter anderen durch Isolde Thiel, Monika Lau und Jutta von Diecken, brachten es bis in die Oberliga, die seinerzeit zweithöchste westdeutsche Liga; die Herren verzichteten einmal aus finanziellen Gründen auf den Aufstieg in Liga 2. Zu Ende des Spieljahres 2014/2015 erfolgte aus gleichem Grund der Rückzug der  ersten Herrenmannschaft aus der dritthöchsten Liga, der Regionalliga, in der man die meiste Zeit vertreten war.